# Betadur, Kundgol
Betadur là một làng thuộc tehsil Kundgol, huyện Dharwad, bang Karnataka, Ấn Độ.